# Maria 1. af England
 Der er for få eller ingen kildehenvisninger i denne artikel, hvilket er et problem. Du kan hjælpe ved at angive troværdige kilder til de påstande, som fremføres i artiklen.

Mary 1. af England, også kaldet Maria Tudor (engelsk: Mary Tudor) eller Maria den Blodige (engelsk: Bloody Mary), (18. februar 1516 – 17. november 1558) var regerende dronning af England og Irland fra 1553 til 1558 efter at have arvet tronen efter sin halvbror, Edvard 6. af England. Hun var datter af Henrik 8. af England og Katharina af Aragonien. 
Som den fjerde monark af huset Tudor og den første kvindelige regerede hun i en tid med store religiøse spændinger. Hendes far, Henrik 8. af England, havde brudt med den Romerskkatolske kirke og grundlagt Den engelske kirke, og Maria så det som sin pligt som dronning at genetablere katolicismen som statsreligion. Det førte bl.a. til henrettelsen af næsten 300 protestanter og gav hende tilnavnet Maria den Blodige. Marias protestantiske halvsøster og efterfølger, Elizabeth 1. af England, annullerede sin søsters religionspolitiske ændringer, da hun blev dronning.

## Barndom
Hendes mor, dronning Katharina, der var datter af Ferdinand 2. af Aragonien og Isabella 1. af Kastilien, oplevede tabet af en datter i 1510, en søn Henry, hertug af Cornwall, der døde 52 dage senere, før Maria kom til verden i 1516. I 1513, 1514 og 1518 døde to sønner og en dødfødt pige.
Maria var det eneste overlevede barn af kong Henrik 8. og dronning Katharina, og hun blev født den 18. februar 1516 på Palace of Placentia i Greenwich og døbt tre dage efter i Church of the Observant Friars, hvor hendes gudforældre var Katherine af York, Thomas Wolsey og Agnes Howard. Året efter var Maria selv gudmor for sin kusine Frances Grey. 
Maria var et meget skrøbeligt barn, der døjede med bihulebetændelse, dårligt syn og stærke hovedpiner. Til trods for Marias helbredsproblemer var hun et fremmeligt barn, og hendes mor stod for hendes latin. Maria modtog desuden undervisning i græsk, videnskab og musik, og i juli 1521, da hun var omkring fem år gammel, underholdt hun gæster med at spille på virginal. Henrik forgudede sin datter og pralede af hende over for den franske ambassadør, da Maria var to år ved at sige:” Den pige græder aldrig”. Han kunne til tider også vise interesse for hendes musikalske talent. 
I 1525 blev hun sendt til grænsen ved Wales for, formentlig kun af navn, at administrere Council of Wales and the Marches, og kongen skænkede hende hof på Lodlow Castle og mange af de pligter der normalt ville tilfalde prinsen af Wales, og titlen prinsesse af Wales . Til trods for Henriks stærke følelser for sin datter, blev han, da Maria var ni, klar over, at Katharina ikke kunne føde ham den stærkt eftertragtede søn, der kunne overtage hans trone. 
Gennem hele Marias barndom overvejede Henrik nøje hvilket ægteskab, der kunne forbedre Englands position. Da hun var to år gammel, blev hun lovet til den nyfødte prins i Frankrig, Frans 3. af Bretagne, men efter tre år blev kontrakten ophævet. I 1522 blev hun lovet til den 22 år ældre Karl 5., men også denne aftale mistede efter få år sin politiske betydning for Henrik. Det blev så forslået, at hun skulle ægte Frans 1. af Frankrig, der så fordelene ved at indgå en alliance med England, og ægteskabskontrakten blev udfærdiget, så Maria enten skulle ægte kong Frans 1. eller hans søn, Henrik 2. af Frankrig. Men kong Henriks øverste rådgiver, Thomas Wolsey, kom ægteskabet i forkøbet, da han kunne fortælle kong Henrik, at han havde indgået en alliance, og ægteskabet derfor var formålsløst.

## Ungdomsårene
Ægteskabet mellem Marias forældre var i fare, da kong Henrik indså, at dronningen ikke kunne skænke ham den ønskede tronarving. Henrik forsøgte at få ægteskabet med Katharina annulleret, men Pave Clemens 7. nægtede at følge hans ønske, og der var nogen, der mente, at pavens beslutning hang sammen med, at Katharinas nevø, Karl 5., havde ham i sin magt. Henrik hævdede, at hans ægteskab med Katharina var ugyldigt, da hun tidligere havde været gift med hans bror, Arthur Tudor, og at ægteskabet, til trods for Katharinas modsigelser, var blevet fuldbyrdet. I 1533 giftede Henrik sig med Katharinas forhenværende hofdame, Anne Boleyn, og kort efter proklamerede ærkebispen Thomas Cranmer, at ægteskabet mellem kongen og Katharina havde været ugyldigt, og hans nuværende ægteskab med Anne var lovligt. Henrik brød derefter med den katolske kirke, og gjorde sig til overhoved for Den engelske kirke. Som konsekvens af det blev dronning Katharina degraderet til ”enkedronning, prinsesse af Wales”, da kongen stadig anerkende, at hun havde været gift med Arthur. Maria blev nu illegitim, og hendes krav på tronen gik til hendes halvsøster, Elizabeth, datter af Anne og kongen, og hun blev nu tiltalt ”lady Maria” i stedet for prinsesse. Hun blev forvist fra hoffet og hendes tjenestefolk som hendes yndlingshofdame og veninde Susan Clarencieux blev afskediget og blev i december 1533 hofdame for søsteren Elizabeth. 
Forholdet mellem Maria og hendes før så elskede far blev værre, da hun nægtede at anerkende Anne som dronning og Elizabeth som prinsesse , og de havde ingen kontakt i ca. tre år. Til trods for Maria og Katharinas dårlige helbred måtte hun ikke havde kontakt til sin elskede mor , og da Katharina døde i 1536, blev hun nægtet at måtte deltage. 

### Efter Anne Boleyn
Da Anne Boleyn blev halshugget i 1536, blev Elizabeth som Maria degraderet til lady og fjernet fra tronfølgeloven. Inden to uger efter henrettelsen indgik Henrik et nyt ægteskab, denne gang med Jane Seymour, der døde kort efter at have bragt en søn, Edvard 6., til verden. Maria blev gudmoder til sin halvbror, og sørgede dybt ved Jane Seymours begravelse, da hun havde formået at bringe far og datter tættere på hinanden. Henrik gav hende atter lov til at have en husstand og genansatte hendes tidligere hofdame og veninde Susan Clarencieux, og nu fik Maria lov til at opholde sig ved hoffet igen. 
I 1540 indvilligede Henrik i at indgå ægteskab med Anna af Kleve, men efter få måneder fik han dette ægteskab annulleret. Samme år giftede han sig med den unge Catherine Howard, men da hendes utroskab med Thomas Culpepper blev opdaget, fik han dem begge halshugget. Den nu ugifte konge indbød Maria til julefest i 1540. Da han ingen dronning havde, fik Maria æren at være værtinde . 
I 1543 indgik han sit sjette og sidste ægteskab, da han giftede sig med Catherine Parr, der formåede at bringe hele den kongelige familien sammen. Året efter skrev han atter Maria og Elizabeth ind i tronfølgeloven efter sønnen Edward, selv om begge stadig blev betragtet som illegitime .  
1547 døde kong Henrik 8. af England og blev fulgt af sin søn, Edward. Men da Edward på det tidspunkt stadig var barn, blev der udnævnt et protestantiske råd til at varetage landets anliggender. Da Maria skrev og bad om at måtte udføre sine katolske messer i sit private kapel, blev det afslået, og først da hun bad sin fætter Charles 5. om hjælp, blev det bevilliget. Da Maria, der var i 30'erne, blev hun og hendes søskende, Edward og Elizabeth, genforenet til en julefest, hvor Edward ydmygede Maria og fik hende til at græde foran hoffet, da han udtalte, at hun: ”turde ignorere” hans love for at udføre sine katolske gudstjenester. .

## Sejren
Edward ønskede ikke at lade kronen gå til Mary, da han frygtede at hun ville bringe katolicismen tilbage og ændre hans og Henrik 8.s reformer. Derfor planlagde han at fjerne hende fra tronfølgeloven, men hans råd, John Dudley, fortalte, at han da også måtte fjerne Elizabeth, selv om hun havde bøjet sig for Kirken af England. 
Edward besluttede sammen med sine rådgivere, at han skulle efterfølges af Dudleys svigerinde, Lady Jane Grey, der var barnebarn af Henrik 8.s lillesøster, Mary Rose Tudor. Imidlertid gik det ikke som Edward havde planlagt, da han ikke kunne fjerne sine søstre fra tronfølgeloven. Da Edwards sidste time nærmede sig, blev Maria kaldt til London, for at være ved sin brors side, men Maria anede uråd og flygtede til East Anglia.
Den 6. juli 1553 døde Edward 6. kun 15 år gammel af en lungeinfektion.
Den 10. juli 1553 krævede Jane Grey tronen som dronning af England. Men allerede den 12. juli havde Maria og hendes tilhængere samlet en hær for at forsvare Marias ret til tronen. Dudleys hær svækkes, mens Maria fik flere og flere tilhængere, der ville kæmpe for hendes ret. Jane blev den 21. juli fjernet som dronning, og Maria red ind i London den 3. august, hvor en glad folkemasse på omkring 800 hyldede hende med hendes halvsøster Elizabeth ved sin side. Jane og Dudley blev sat i Tower of London.

## Dronning
Maria gik om morgenen 1. oktober 1553 den korte vej fra Westminster Palace til Westminster Abbey, hvor hun skulle krones som dronning af England. Klokken blev næsten fem om eftermiddagen, før højtiden var afsluttet, og festen kunne begynde for den nye regent. 
Parlamentet blev indkaldt fire dage efter kroningen, hvor Maria gjorde ægteskabet mellem Katharina af Aragonien og Henrik 8. af England lovligt og gyldigt. Næste punkt gik ikke så let; hun ville ændre nogen af de regler som Edward 6. havde lovliggjort. 
Derefter skulle en passende ægtemand til dronningen findes, så landet kunne få en kronprins.

### Ægteskab
Som 37 årige Maria brugte hele sin opmærksomhed på at finde en ægtemand og få en søn, så hun  kunne forhindre sin protestantiske søster Elizabeth i at arve tronen efter hende. Maria fik ægteskabstilbud fra Edward Courtenay og Reginald Pole, men begge blev afvist. Men da hendes fætter Karl 5. tilbød hende sin søn Filip 2. af Spanien, var hun meget interesseret ikke mindst i at England fik Spanien som allieret. Hun modtog et portræt af ham i september, og Maria proklamerede øjeblikkeligt, at hun var forelsket i ham.
Kansler Gardiner og resten af statsrådet prøvede at få hende til at ændre mening og gifte sig med en englænder, da de frygtede for England. Denne frygt kan være kommet af, at Maria var den første regerende dronning i Englands historie, bortset fra Jane Grey og Matilda af Englands korte regeringstid. 
Men Maria stod fast, og brylluppet mellem parret forgik i Winchester katedralen den 25. juli 1554, kun to dage efter deres første møde. Prins Filip havde kun indgået ægteskabet af politiske grunde og skrev, at han ikke følte kærlighed for hende, og parret kun kunne tale en blanding af spansk, fransk og latin.

#### Graviditeter
Mary troede i 1554, at hun var i lykkelige omstændigheder, og fik kirkerne til at bede for et velskabt drengebarn. Det viste sig dog at være en ud af to falske graviditeter. Forskellige teorier har været oppe for at forklare hendes tilstand, hvilket indbefatter at hun havde cyster i underlivet eller, at det handlede om psykologiske problemer. Filip prøvede at få Maria til at løslade Elizabeth fra fængsel, højst sandsynligt for at få velvilje fra englænderne, hvis det havde vist sig at Maria var gravid og skulle dø under fødslen. Kort efter at det blev opdaget, at dronningen ikke var gravid, rejste Filip til Flandern for at varetage sin pligt som prins, og dette var hjerteskærende for Maria, der fik en dyb depression.

### Politik i familien
Oprør brød ud over hele landet, da Maria ægtede Filip, som hun var dybt forelsket i. Henry Grey brugte optøjerne til endnu en gang at hævde at hans datter, Jane Grey, var den retmæssige dronning. Samtidigt samlede Thomas Wyatt en hær, der støttede Elizabeth som dronning, og den blev først slået, da den kom til London. Efter rebellerne var blevet knust, blev Henry Grey, hans datter Jane Grey og hendes mand, Guildford Dudley, fængslet og dømt for højforræderi og henrettet. Elizabeth klarede frisag ved at hævde, at hun intet kendskab havde til Thomas Wyatt, men blev sat i Tower of London, hvor hun tilbragte to måneder for derefter at sidde i husarrest på Woodstock Palace. 

### Religion
Som dronning var Maria bekymret for kætteri og den engelske kirke. Hun havde altid beklaget sin fars brud med Rom og sin brors protestantisme. Hun fik England forenet med Rom og Reginald Pole, søn af Margaret Pole som Henrik 8. fik henrettet, kom som den pavens legat den 20. november 1554, hvorefter han blev en ledende kraft i Maria forsøg på at genindføre katolsk jurisdiktion og liturgi. Han blev ærkebiskop af Canterbury, og Maria søgte ofte hans råd og vejledning. 
Mange protestanter blev nu forfulgt og henrettet under ”Den marianske forfølgelse”. Omkring 800  rige protestanter flygtede i eksil  som John Foxe. De første henrettelser begyndte i februar 1555 af John Rogers den 4., Laurence Saunders den 8., Rowland Taylor og ærkebiskoppenn i Glouchester John Hooper. Ærkebiskop Thomas Cranmer blev tvunget til at overvære henrettelserne og forsøgte desperat at overbevise Maria om sin genfødsel som katolik. Men på sin henrettelsesdag trak han det tilbage. Omkring 284 blev i løbet af fire år henrettet som kættere, de fleste på bålet, men det viste sig at være en så upopulær metode, at selv en af Filips egen udsendte, Alfonso de Castro, var forfærdet. Marias ordre til henrettelserne fik hendes før så trofaste tilhængere til at nære had til hende og Spanien. Mange af de henrettede blev efter deres død hædret som martyrer.

## Død
Efter Filips besøg i 1557 var Maria overbevist om at hun var gravid, og hun skrev i sit testamente at Filip skulle regere landet, indtil sønnen blev myndig. Maria døde som 42 årig på St. James's Palace i London, mens en influenzaepidemi rasede i landet; Reginald Pole døde også  17. november 1558. Maria døde formentlig af kræft i æggestokkene eller i  livmoderen, der gjorde at hendes mave svulmede op og i mange måneder narrede hende til at tro hun var gravid. 
Hun blev fulgt af sin halvsøster Elizabeth 1. af England, der stod over for et land i kaos efter Marias henrettelser. I sit testamente bad Maria om at blive begravet ved siden af sin mor, Katharina af Aragonien, og hun blev begravet den 14. december 1558 i Westminister Abbey i en grav hun kom til at dele med Elizabeth. Den latinske inskription på graven:” Regno consortes & urna, hic obdormimus Elizabetha et Maria sorores, in spe resurrectionis”  (”Sammen på tronen og i graven, her ligger søstrene Maria og Elizabeth, i håbet om opstandelse”) blev udført på ordre af Jakob 6. da han arvede tronen efter Elizabeth .

## Anetavle
|                     |                                          |  |                           |                           |  |  |  |  | 8. Edmund Tudor |
|                     |                                          |  |                           |                           |  |  |  |  |                 |
|                     | 4. Henrik 7. af England                  |  |                           |                           |  |  |  |  |                 |
|                     |                                          |  |                           |                           |  |  |  |  |                 |
|                     |                                          |  |                           | 9. Margaret Beaufort      |  |  |  |  |                 |
|                     |                                          |  |                           |                           |  |  |  |  |                 |
|                     | 2. Henrik 8. af England                  |  |                           |                           |  |  |  |  |                 |
|                     |                                          |  |                           |                           |  |  |  |  |                 |
|                     |                                          |  |                           | 10. Edvard 4. af England  |  |  |  |  |                 |
|                     |                                          |  |                           |                           |  |  |  |  |                 |
|                     | 5. Elizabeth af York                     |  |                           |                           |  |  |  |  |                 |
|                     |                                          |  |                           |                           |  |  |  |  |                 |
|                     |                                          |  |                           | 11. Elizabeth Woodville   |  |  |  |  |                 |
|                     |                                          |  |                           |                           |  |  |  |  |                 |
| Maria 1. af England |                                          |  |                           |                           |  |  |  |  |                 |
|                     |                                          |  |                           |                           |  |  |  |  |                 |
|                     |                                          |  | 12. Johan 2. af Aragonien |                           |  |  |  |  |                 |
|                     |                                          |  |                           |                           |  |  |  |  |                 |
|                     | 6. Ferdinand 2. af Aragonien             |  |                           |                           |  |  |  |  |                 |
|                     |                                          |  |                           |                           |  |  |  |  |                 |
|                     |                                          |  |                           | 13. Juana Enriquez        |  |  |  |  |                 |
|                     |                                          |  |                           |                           |  |  |  |  |                 |
|                     | 3. Katharina af Aragonien                |  |                           |                           |  |  |  |  |                 |
|                     |                                          |  |                           |                           |  |  |  |  |                 |
|                     |                                          |  |                           | 14. Johan 2. af Kastilien |  |  |  |  |                 |
|                     |                                          |  |                           |                           |  |  |  |  |                 |
|                     | 7. Isabella 1. af Kastilien og Aragonien |  |                           |                           |  |  |  |  |                 |
|                     |                                          |  |                           |                           |  |  |  |  |                 |
|                     |                                          |  |                           | 15. Isabella af Portugal  |  |  |  |  |                 |
|                     |                                          |  |                           |                           |  |  |  |  |                 |

## Fodnoter
1. ↑  The Six Wives of Henry VIII - Alison Weir - Google Bøger
2. ↑  Mary Tudor: Renaissance Queen: Ludlow Castle
3. ↑  Mary I of England: Biography from Answers.com
4. ↑  The Childhood of Queen Elizabeth I
5. ↑  "Biography of Mary Tudor, Bloody Mary". Arkiveret fra originalen 2. februar 2010. Hentet 9. januar 2011.
6. ↑  Wapedia – Wiki: Mary I of England (Webside ikke længere tilgængelig)
7. ↑  "Mary I of England – Definition". Arkiveret fra originalen 10. december 2010. Hentet 9. januar 2011.
8. ↑  "Mary I of England – Ask Jeeves Encyclopedia". Arkiveret fra originalen 5. februar 2012. Hentet 9. januar 2011.
9. ↑  The Elizabeth Files » Elizabeth I, Mary I and Pope Benedict XVI